# Horace (Dakota del Norte)
Horace es una población de los Estados Unidos en el estado de Dakota del Norte. Según el censo del 2000 tenía una población de 915 habitantes.

## Demografía
Según el censo del 2000, Horace tenía 915 habitantes, 300 viviendas, y 248 familias. La densidad de población era de 157,7 habitantes por km².
Por edades la población se repartía de la siguiente manera: un 35,7% tenía menos de 18 años, un 7% entre 18 y 24, un 37,5% entre 25 y 44, un 15,6% de 45 a 60 y un 4,2% 65 años o más. La edad promedio era de 30 años.

## Poblaciones más cercanas
El siguiente diagrama muestra las poblaciones más cercanas.